# Sœur
 (novembre 2024).
Pour les articles homonymes, voir Sœur (homonymie).
« Frangine », « Petite sœur » et « Demi-sœur » redirigent ici. Pour les autres significations, voir Les Frangines, Petite sœur (homonymie) et Demi-sœur (homonymie).

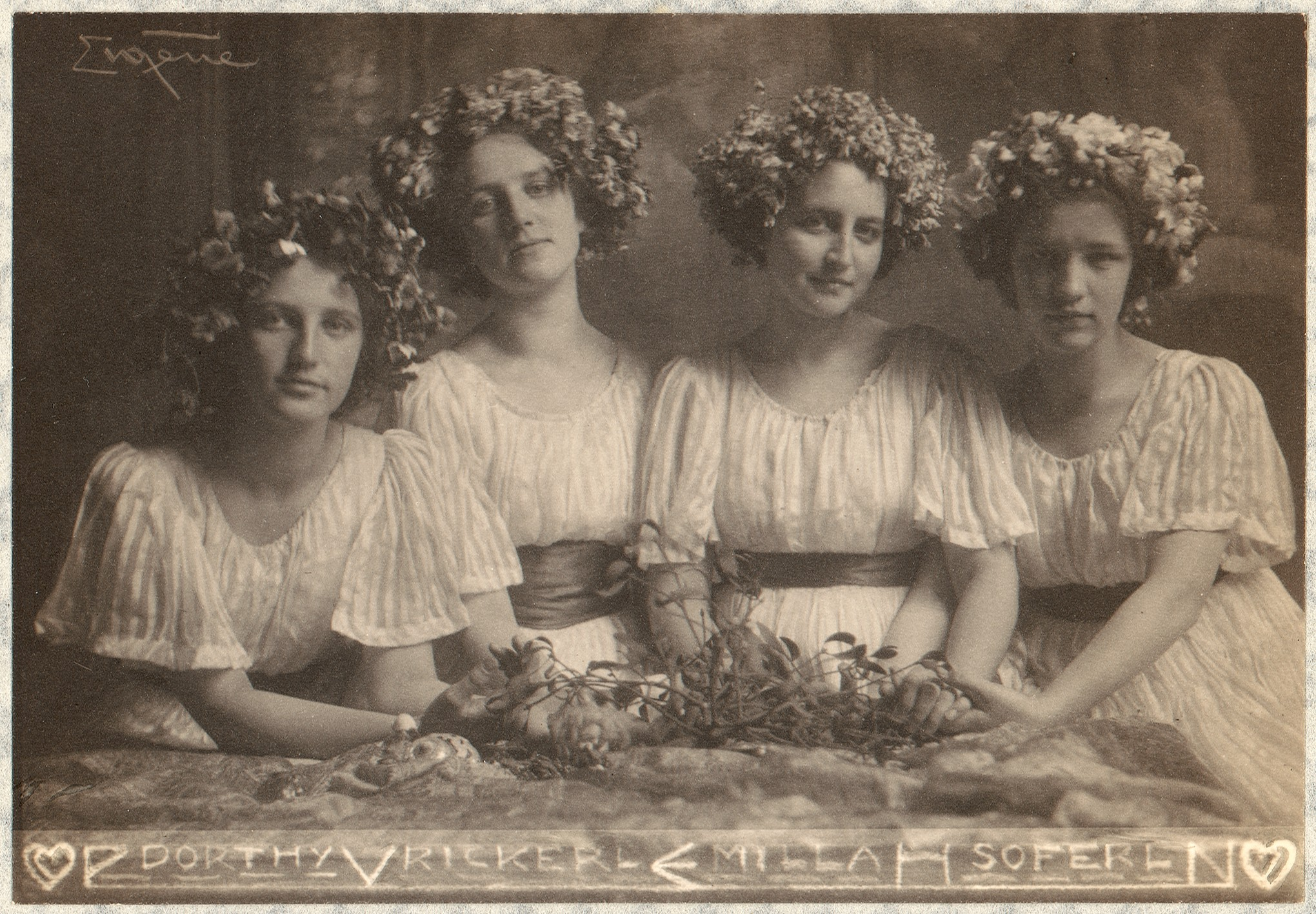
Quatre sœurs

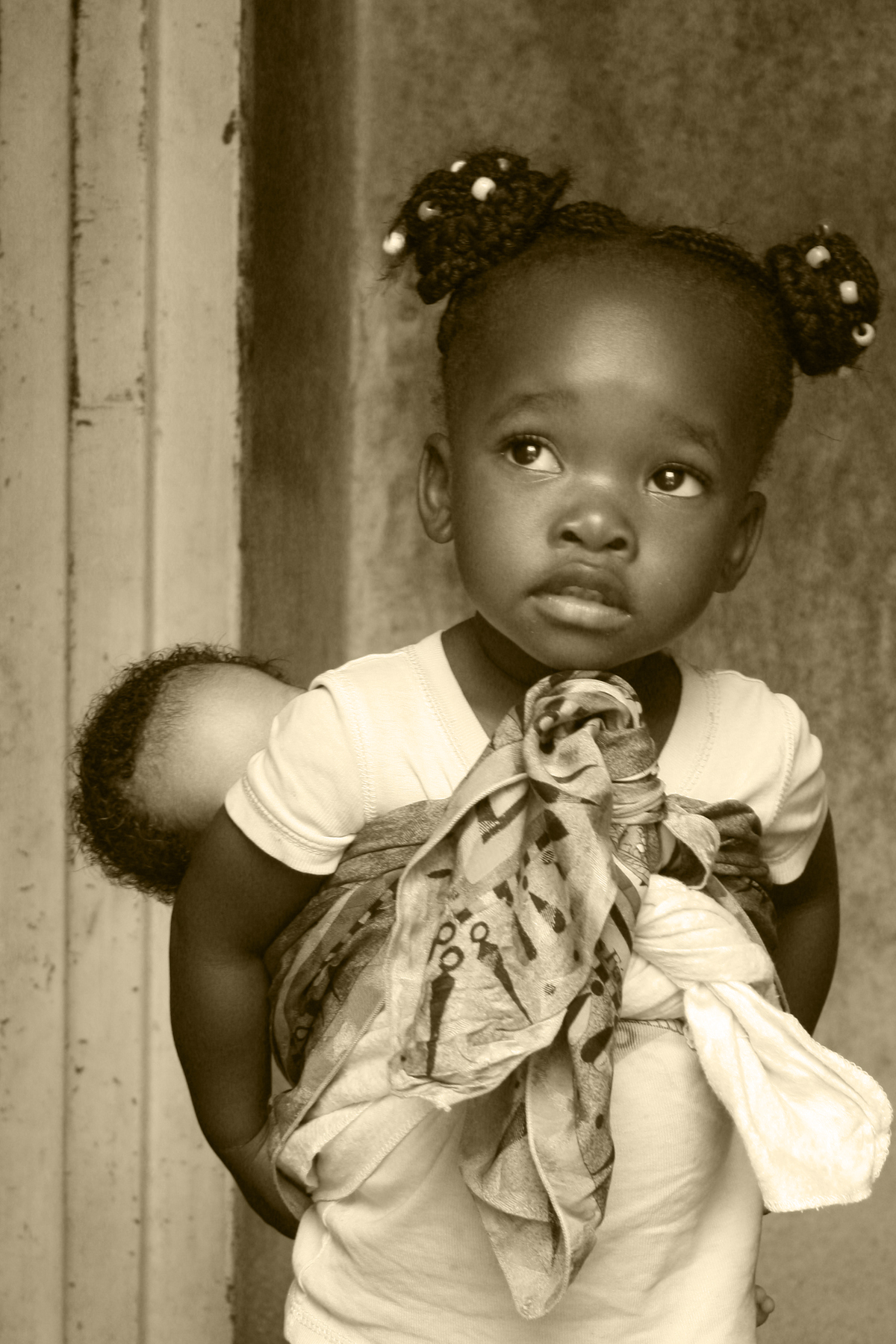
Une fillette de 4 ans prend soin de sa petite sœur de 3 mois (Zimbabwe).

Une sœur, appelée familièrement frangine ou sœurette,  est une personne de sexe féminin qui nait des mêmes parents qu'une autre personne, ou seulement du même père (sœur consanguine) ou de la même mère (sœur utérine). Dans ces derniers cas, on parle aussi de demi-sœur. Il s'agit de l'équivalent féminin de frère et ils appartiennent à un ensemble appelé fratrie.
Par extension, une sœur désigne quelqu'un qui est considéré comme un membre de la famille humaine, qui est un compagnon ou un camarade d'une même cause (par exemple fidèle d'une même religion).
Le fait d'être sœurs est la sororité.